# 馬蘭博
馬蘭博是哥倫比亞的城市，位於該國北部，由大西洋省負責管轄，距離首府巴蘭基亞12公里，始建於1531年8月30日，面積108平方公里，海拔高度10米，2005年人口99,058。

## 外部連結
- （西班牙文） Gobernacion del Atlantico - Malambo
- （西班牙文） Malambo official website （页面存档备份，存于）

10°51′N 74°45′W / 10.850°N 74.750°W